# Laura Williamina Seymour
Principessa Vittorio di Hohenlohe-Langenburg (Laura Williamina Seymour; 17 dicembre 1832 – 13 febbraio 1912) era un'aristocratica di origine britannica il cui matrimonio con un principe tedesco naturalizzato in Inghilterra la rese una parente della famiglia reale britannica e un membro della corte reale.

## Ascendenza
Laura Williamina Seymour era una figlia dell'Ammiraglio Sir George Seymour e di sua moglie, Georgiana Berkeley, una nipote del IV Conte di Berkeley ed una bisnipote del II Duca di Richmond. Paternalmente, discendeva in linea maschile ininterrotta dai Seymour (in origine, St. Maur) che appartenevano alla gentry del XII secolo, acquisendo una notevole ricchezza fondiaria con il matrimonio di Sir Roger de St. Maur con la co-erede baroniale Cecily Berkeley, e furono nobilitati nel 1536 come Visconti Beauchamp. Il diretto antenato di Laura, Edward Seymour, I duca di Somerset, era il fratello maggiore della regina consorte di Enrico VIII, Jane Seymour, che aveva dichiarato se stesso lord protettore d'Inghilterra durante la minore età del loro figlio, Re Edoardo VI. Il Ducato di Somerset ed il Marchesato di Hertford, furono devoluti alla famiglia Seymour. Laura Seymour discende quattro volte da Carlo I d'Inghilterra (anche se da lato illegittimo), era una cugina di ottavo grado di suo marito, con cui condivideva multeplici discendenti da Re Federico II di Danimarca.

## Matrimonio
Ciononostante, i suoi antecedenti nobiliari del Regno Unito non erano sufficienti per permettere a Laura di contrarre un matrimonio di eguale con un cadetto di una famiglia tedesca mediatiazzata di rango principesco nell'Europa del XIX secolo. Quasi due settimane prima del suo matrimonio morganatico con il Principe Vittorio di Hohenlohe-Langenburg (un nipote della Regina Vittoria che aveva servito sotto il comando militare del padre di Laura) il 26 gennaio 1861, fu creata Contessa von Gleichen da Ernesto II, Duca di Sassonia-Coburgo e Gotha.
Quando il fratello della Contessa von Gleichen, Francis, ereditò il Marchesato di Hertford del loro cugino nel 1870, la Regina le concesse il rango ed il trattamento riservato alla figlia di un marchese con Royal Warrant of Precedence, conferendole il prefisso di Lady al suo nome. Tuttavia, ella continuò ad utilizzare il suo titolo comitale fino al 15 dicembre 1885, quando fu pubblicato sulla Gazzetta Ufficiale nella Circolare di Corte che la Regina aveva concesso il permesso di condividere, all'interno dell'impero britannico, il titolo principesco di suo marito. D'ora in poi diventò conosciuta come S.A.S. Principessa Vittorio di Hohenlohe-Langenburg, anche se ciò non cambiò né il suo rango legale né il suo titolo nell'Impero tedesco. In conformità con l'originaria concessione Coburgo, anche i suoi figli furono Conte/Contessa von Gleichen e, sebbene ricevuta la precedenza unica prima delle figlie femmine e dei figli maschi più giovani dei duchi inglesi nel 1913, essi non ricevettero mai l'autorizzazione di condividere il trattamento principesco dei loro genitori alla Corte di San Giacomo, e furono sempre noti con il loro titolo comitale (lasciando cadere, tuttavia, il von) fino a che Giorgio V anglicanizzò il loro titolo nel 1917, insieme a quello degli altri membri della sua famiglia che detenevano titoli tedeschi. La Principessa Vittorio non visse abbastanza per subire quella retrocessione nella titolatura.

## Figli
Laura Seymour ed il Principe Vittorio ebbero quattro figli, le femmine diventarono degno di nota per il loro impegno artistico e mecenatismo culturale:
- Conte Albert Edward Wilfred (1863–1937), soldato.
- Contessa Feodora (Feo) Georgina Maud (1861–1922), scultrice.
- Contessa Victoria (Valda) Alice Leopoldina Ada Laura (1868–1951), cantante.
- Contessa Helena Emily (1873–1947), artista.

## Ascendenza
|                               |                                         |                                       | Genitori                             |  |  | Nonni |  |  | Bisnonni                                       |  |  | Trisnonni                               |  |
|                               |                                         |                                       |                                      |  |  |       |  |  | Francis Seymour-Conway, I marchese di Hertford |  |  | Francis Seymour-Conway, I barone Conway |  |
|                               |                                         |                                       |                                      |  |  |       |  |  | Francis Seymour-Conway, I marchese di Hertford |  |  | Francis Seymour-Conway, I barone Conway |  |
|                               |                                         | Charlotte Shorter                     |                                      |  |  |       |  |  | Francis Seymour-Conway, I marchese di Hertford |  |  |                                         |  |
| Lord Hugh Seymour             |                                         |                                       |                                      |  |  |       |  |  | Francis Seymour-Conway, I marchese di Hertford |  |  |                                         |  |
|                               |                                         | Lady Isabella Fitzroy                 | Charles FitzRoy, II duca di Grafton  |  |  |       |  |  |                                                |  |  |                                         |  |
|                               |                                         | Lady Isabella Fitzroy                 | Charles FitzRoy, II duca di Grafton  |  |  |       |  |  |                                                |  |  |                                         |  |
|                               |                                         | Lady Isabella Fitzroy                 | Lady Henrietta Somerset              |  |  |       |  |  |                                                |  |  |                                         |  |
| Sir George Seymour            |                                         | Lady Isabella Fitzroy                 |                                      |  |  |       |  |  |                                                |  |  |                                         |  |
|                               |                                         | James Waldegrave, II conte Waldegrave | James Waldegrave, I conte Waldegrave |  |  |       |  |  |                                                |  |  |                                         |  |
|                               |                                         | James Waldegrave, II conte Waldegrave | James Waldegrave, I conte Waldegrave |  |  |       |  |  |                                                |  |  |                                         |  |
|                               |                                         | James Waldegrave, II conte Waldegrave | Mary Webbe                           |  |  |       |  |  |                                                |  |  |                                         |  |
| Lady Anne Horatia Waldegrave  |                                         | James Waldegrave, II conte Waldegrave |                                      |  |  |       |  |  |                                                |  |  |                                         |  |
|                               |                                         | Mary Walpole                          | Sir Edward Walpole                   |  |  |       |  |  |                                                |  |  |                                         |  |
|                               |                                         | Mary Walpole                          | Sir Edward Walpole                   |  |  |       |  |  |                                                |  |  |                                         |  |
|                               |                                         | Mary Walpole                          | Dorothy Clement                      |  |  |       |  |  |                                                |  |  |                                         |  |
| Lady Laura Williamina Seymour |                                         | Mary Walpole                          |                                      |  |  |       |  |  |                                                |  |  |                                         |  |
|                               | Augustus Berkeley, IV conte di Berkeley | James Berkeley, III conte di Berkeley |                                      |  |  |       |  |  |                                                |  |  |                                         |  |
|                               | Augustus Berkeley, IV conte di Berkeley | James Berkeley, III conte di Berkeley |                                      |  |  |       |  |  |                                                |  |  |                                         |  |
|                               | Augustus Berkeley, IV conte di Berkeley | Lady Louisa Lennox                    |                                      |  |  |       |  |  |                                                |  |  |                                         |  |
| Sir George Cranfield Berkeley | Augustus Berkeley, IV conte di Berkeley |                                       |                                      |  |  |       |  |  |                                                |  |  |                                         |  |
|                               |                                         | Elizabeth Drax                        | Henry Drax                           |  |  |       |  |  |                                                |  |  |                                         |  |
|                               |                                         | Elizabeth Drax                        | Henry Drax                           |  |  |       |  |  |                                                |  |  |                                         |  |
|                               |                                         | Elizabeth Drax                        | Elizabeth Ernle                      |  |  |       |  |  |                                                |  |  |                                         |  |
| Georgiana Mary Berkeley       |                                         | Elizabeth Drax                        |                                      |  |  |       |  |  |                                                |  |  |                                         |  |
|                               |                                         | Lord George Lennox                    | Charles Lennox, II duca di Richmond  |  |  |       |  |  |                                                |  |  |                                         |  |
|                               |                                         | Lord George Lennox                    | Charles Lennox, II duca di Richmond  |  |  |       |  |  |                                                |  |  |                                         |  |
|                               |                                         | Lord George Lennox                    | Lady Sarah Cadogan                   |  |  |       |  |  |                                                |  |  |                                         |  |
| Emily Charlotte Lennox        |                                         | Lord George Lennox                    |                                      |  |  |       |  |  |                                                |  |  |                                         |  |
|                               |                                         | Lady Louisa Kerr                      | William Kerr, IV marchese di Lothian |  |  |       |  |  |                                                |  |  |                                         |  |
|                               |                                         | Lady Louisa Kerr                      | William Kerr, IV marchese di Lothian |  |  |       |  |  |                                                |  |  |                                         |  |
|                               |                                         | Lady Louisa Kerr                      | Lady Caroline Darcy                  |  |  |       |  |  |                                                |  |  |                                         |  |
|                               |                                         | Lady Louisa Kerr                      |                                      |  |  |       |  |  |                                                |  |  |                                         |  |